# Kulturkonservatism
Kulturkonservatism anser att det finns objektiva uppfattningar om estetik, det vill säga åsikten att det går att säga att en dikt är vackrare än en annan, att en bok är bättre än en annan etc. Kulturkonservatismen menar att det finns ett värde i att bevara kulturarvet, och att kulturarvet har mycket att säga människan även i modern tid. Ibland används även begreppet kulturkonservativ som en synonym till begreppet värdekonservativ. Denna tolkning delas inte av alla dagens debattörer, som menar att man bör göra en tydlig distinktion mellan kulturkonservatism och värdekonservatism, där värdekonservatism berör sociala normer kring till exempel familj, sexualitet, religion och moral, medan kulturkonservatism främst menas kulturarv, till exempel traditioner, konst, arkitektur, litteratur, folkkulturella uttryck och levnadsmönster.

## Sverige
I Sverige blev kulturkonservatismen uppmärksammad genom en debatt på Expressens kultursidor under hösten 2008. Debatten startades av litteraturvetaren Johan Lundberg. Han satte kulturkonservatismen i motsättning till en kulturradikal hållning, liksom till olika former av värderelativism, och ville uppvärdera en kulturkanon.
En estetisk rörelse som kallats kulturkonservativ är retrogardismen.

## Ryssland

### Rysk samtida konst
Samtidigt som det i den samtida ryska konsten finns en ambition och skaparglädje anses starka krafter försöka begränsa dess omfattning på ett sätt som i vissa fall påminner om den dåtida statliga kontrollen i Sovjetunionen. I Ryssland råder enligt en rapport från det svenska kulturdepartementet  ett kulturkonservativt klimat, en kulturkonservativ politik och en debatt som präglas av rädsla för det fria ordet. I mars 2007 visades konstutställningen "Förbjuden konst" på Sacharovcentret, något som vållade stor debatt. I juli samma år väcktes åtal mot museichefen, Jurij Samodurov, som anklagades för att ha kränkt religiösa känslor och sått split mellan folkgrupper. Andrej Jerofejev, ansvarig för samtidskonsten på Nya Tretjakovgalleriet, hävdar att det kulturkonservativa klimatet i Ryssland förordar censur och att konst beskylls för att vara omoralisk eller ha en alltför lågkvalitativ nivå. Sommaren 2007 svarade Jerofejev för utställningen Sotsart i Paris. När konsten från Nya Tretjakovgaleriet packades upp konstaterades att ledningen för galleriet tagit bort ca 17 verk som ryska politiska kretsar ansåg olämpliga. Den ryske kulturministern Alexander Sokolov kallade utställningen för pornografi och hävdade att det var en skymf mot Ryssland. Jerofejev är fortfarande anställd vid galleriet men får inte göra nya utställningar av samtidskonst. Museet har skapat ett konstnärligt råd där tjänstemän i högre grad ersatt konstexperter. 